# DIN 18032
Die DIN-Norm DIN 18032 („Sporthallen – Hallen und Räume für Sport und Mehrzwecknutzung“) ist eine Norm für den Bau von Sporthallen und Räumen für Sport- und Mehrzwecknutzung.
Die Norm ist in mehrere Teile aufgeteilt:
- DIN 18032-1 (aktuelle Ausgabe 2014-11) definiert Grundsätze für die Planung, darunter sind Anwendungsbereich, Begriffe, Ausbau und Ausstattung, Nebenräume, Raumzuordnung, Beleuchtung, Heizung, Lüftung, Sanitäre Installation, Elektrotechnik, Schallschutz und Raumakustik, .
- DIN V 18032-2 (Vornorm, aktuelle Ausgabe 2001-04) definiert Anforderungen und Prüfungen für Sportböden, wobei der gesamte Aufbau geprüft wird. Das Ergebnis der Prüfung umfasst z. B. Daten zur Durchbiegungsmulde und zur Ballreflexion (dem Abprallverhalten von standardisierten Bällen).
- DIN 18032-3 (aktuelle Ausgabe 2023-12) definiert Prüfungen der „Ballwurfsicherheit“.
- DIN 18032-4 (aktuelle Ausgabe 2002-08) definiert Anforderungen an doppelschalige Trennvorhänge.
- DIN 18032-5 (letzte Ausgabe 2002-08) definierte Anforderungen an „ausziehbare Tribünen“. Diese Norm wurde zurückgezogen, und die Europäische Norm EN 13200-5 ist somit für Architekten bindend.
- DIN 18032-6 (aktuelle Ausgabe 2014-07) definiert Anforderungen an bauliche Maßnahmen für den Einbau und die Verankerung von Sportgeräten.
- DIN 18032-7 (aktuelle Ausgabe 2020-09) definiert Anforderungen und Prüfungen an Prallschutzwandsysteme
- DIN 18032-301 (aktuelle Ausgabe 2023-12) definiert Anforderungen an Prüflabore für die Prüfung der Ballwurfsicherheit nach DIN 18032-3

## Hallengrößen
Die folgend genannten Maße und Flächen beziehen sich auf die für den Sport nutzbare Fläche ohne Tribünen oder reine Zugänge:
| Bezeichnung                         | Abmaße Spielfläche           | Nettofläche     | Lichte Höhe | Anmerkung             |
| ----------------------------------- | ---------------------------- | --------------- | ----------- | --------------------- |
| Turnmehrzweckhalle (Gymnastikhalle) | 10 m × 10 m bis 15 m × 15 m  | 100 bis 225 m²  |             |                       |
| Einzelhalle (Einfeldhalle)          | 15 m × 27 m                  | 405 m²          | 5,5 m       |                       |
| Geräteturnhalle                     | 15 m × 27 m oder 18 m × 36 m | 405 oder 648 m² | 7 m         |                       |
| Halle für Spiele                    | 22 m × 44 m                  | 968 m²          | 7 m         | nicht teilbar         |
| Zweifachhalle (Zweifeldhalle)       | 22 m × 45 m                  | 990 m²          | 7 m         | teilbar in zwei Teile |
| Dreifachhalle (Dreifeldhalle)       | 27 m × 45 m                  | 1.215 m²        | 7 m         | teilbar in drei Teile |